# 로베르토 베테가
로베르토 베테가(이탈리아어: Roberto Bettega roˈbɛrto ˈbɛtteɡa[*], 1950년 12월 27일 ~ )는 이탈리아의 전직 축구 선수로, 현역 시절 공격수로 활약했다.
다득점의 운동신경이 뛰어난 베테가는 고향 유벤투스에서 활약한 것으로 알려져 있는데, 그는 이 곳에서 수 차례 우승을 거두며 힘, 기술력, 득점력, 그리고 창의성을 결합해 이탈리아의 역사에 남을 선수로 이름을 남겼다. 그는 체형으로 인해 하얀 깃털(La penna bianca)이라는 별칭이 붙었고, 득점 본능으로 인해 보비 골!(Bobby Gol!)이라는 별칭이 붙었다.
그는 국가대항전에서 이탈리아 국가대표팀 일원으로 1978년 월드컵과 유로 1980에 참가했고, 두 대회에서 모두 4위의 성적을 거두었다. 그러나, 그는 이탈리아가 우승을 차지한 1982년 월드컵에는 부상으로 참가하지 못했다.
2009년 12월, 베테가는 유벤투스의 부총이사로 취임했다. 그가 맡은 업무는 선수단과 감독진, 그리고 구단 수뇌부 간의 소통을 맡는 것이며, 노파 군단(La Vecchia Signora)의 전반적 이적 업무에 관여하는 것이었다. 베테가는 루이지 델 네리가 감독으로 취임한 2010년 후반에 직위를 내려놓았다.

## 클럽 경력

### 초기 경력

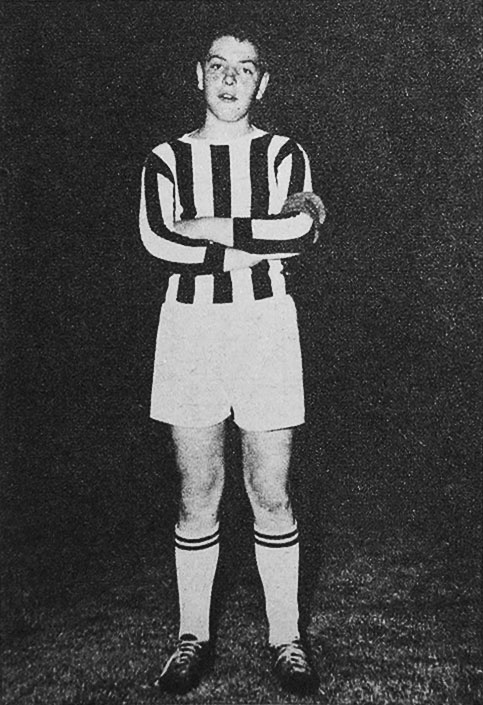
1964년, 유벤투스 유소년부 시절 14세였던 베테가

토리노 출신인 베테가는 1961년에 유소년부(Primavera) 일원으로 합류했고, 처음에는 미드필더였다. 베테가는 1968-69 시즌에 후보 선수로 벤치를 지켰다. 19세가 된 베테가는 세리에 B의 바레세로 임대되었다. 닐스 리드홀름 당시 바레세 감독의 지도 하에, 베테가는 13골을 득점해 리그를 우승하고 소속 구단을 세리에 A에 올려놓았다.
닐스 리드홀름은 베테가에, "그는 신체적 힘과 인상적인 기술력을 동원합니다. 그는 공중 경합에 강하고, 어느 발로든 강하게 공을 찰 수 있습니다. 이제 그에게 필요한 것은 경험을 쌓는 것이고, 그리하면 그는 위협적인 힘을 지닌 선수가 될 것이 확실합니다."라고 평했다.

### 프로 경력
유벤투스에 복귀한 베테가는 1970년 9월 27일에 카타니아 원정 경기에서 세리에 A 신고식을 치렀다. 그는 이 경기에서 결승골을 뽑아냈다. 그는 이 시즌에 28경기 13골의 활약을 펼쳤다. 그러나, 그는 바로 다음 시즌에 14경기에 출전해 10골을 득점하는데 그쳤다.

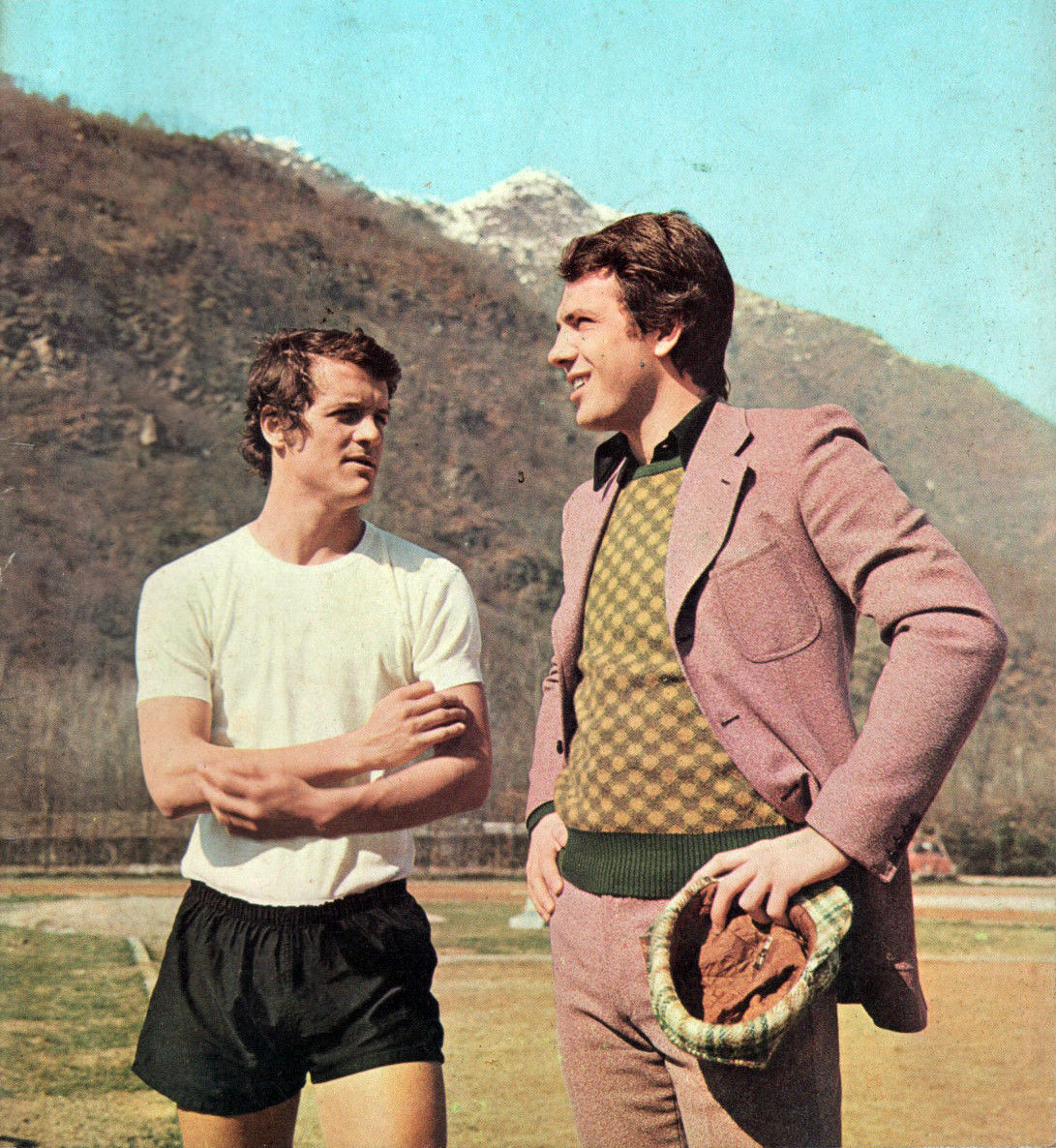
1972년, 강제 휴식기에 담화를 나누는 베테가와 그의 유벤투스인(Juventino) 동료 파비오 카펠로(좌측)

그는 1972년 1월 16일에 피오렌티나와의 경기에서도 득점에 성공했지만, 얼마 동안 초기 결핵으로 확진으로 폐가 감염되어 활동하지 못하게 되었지만, 유벤투스의 그 시즌 세리에 A 우승에 어느정도 기여했다. 그는 얼마 지나지 않아 같은 해 9월 24일에 복귀했고, 1972-73 시즌에 소속 구단의 리그 2연패에 일조했다.
1976년, 조반니 트라파토니 감독이 취임하면서, 베테가는 1970년대 말 백흑 군단(bianconeri)의 최전방을 책임지게 되었다. 이 자리를 맡던 대들보 피에트로 아나스타시가 그 해 여름에 인테르나치오날레로 이적하면서, 베테가는 그의 대체자 로베르토 보닌세냐와 협력하여 구단을 역사적인 국내 및 유럽대항전 2관왕으로 이끌었는데, 세리에 A를 2년 연속으로 우승했고, 코파 이탈리아와 UEFA컵도 들어올렸다. 유벤투스는 앞서 1972-73 시즌에 유러피언컵과 인터콘티넨털컵 결승전에도 올랐고, 1979-80 시즌의 유러피언 컵위너스컵에도 준결승전에 올랐다.
베테가는 1980-81 시즌에도 유벤투스의 세리에 A 우승에 일조했지만, 1981-82 시즌에 유벤투스가 세리에 A 2연속 우승을 할 당시에는 1981년 안델레흐트와의 유러피언컵 경기에서 상대 골키퍼와 충돌로 무릎 십자 인대 부상으로 많은 출전 기회를 얻지 못했다. 기량을 완전히 회복한 그는 1982-83 시즌에 현장으로 복귀했지만, 이 시즌이 그의 마지막 시즌이 되었다. 그의 마지막 유럽 무대 경기는 아테네에서 열린 1983년 유러피언컵 결승전 경기로, 유벤투스는 이 경기에서 함부르크에 패했다.

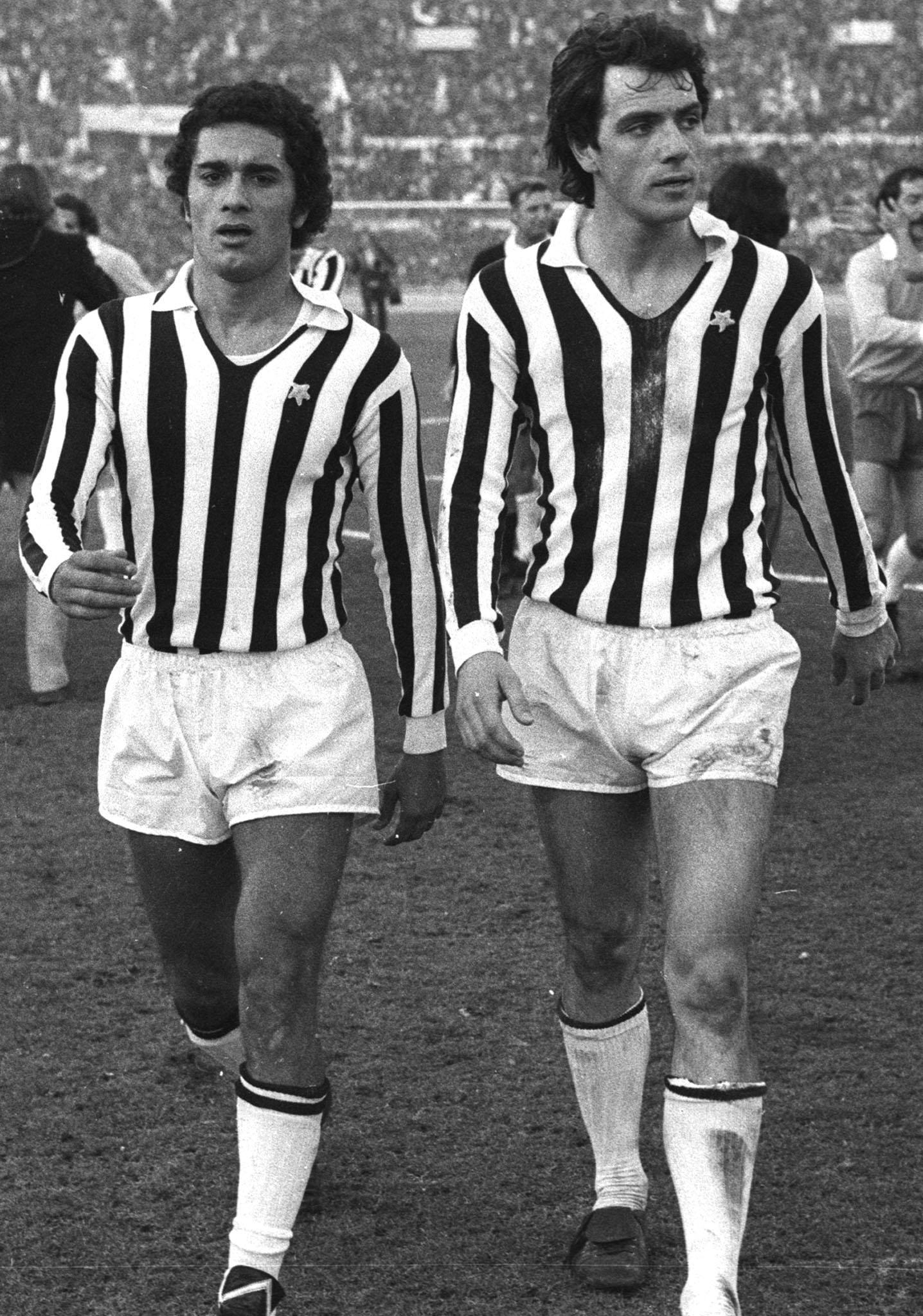
1974-75 시즌, 백흑 군단(bianconeri)의 클라우디오 젠틸레(좌측)와 베테가

베테가는 모든 대회를 통틀어 유벤투스의 326번의 리그 경기에 출전해 129골을 기록했고, 1972년부터 1982년까지 리그를 7번 우승하고, 1977년 UEFA컵(이 대회 결승전에서 득점)을 들어올렸고, 1978-79 시즌 코파 이탈리아를 우승했다. 그는 1979-80 시즌에 세리에 A 득점왕(Capocannoniere)에도 등극했다. 유벤투스의 역대 최고 선수로 손꼽히는 베테가는 유벤투스에서 모든 대회를 통틀어 490번의 경기에서 179골을 넣었는데, 74번의 코파 이탈리아 경기에서 22골을 넣었고, 81번의 유럽대항전 경기에서 27골을 득점했다.
유럽 무대를 떠난 베테가는 북미 축구 리그 (1968년)북미 축구 리그의 토론토 블리자드에서 두 번의 여름을 보내며, 소속 구단의 준우승 2회에도 일조했다.

## 국가대표팀 경력
베테가는 1975년부터 1983년까지 이탈리아 국가대표팀 경기에 42번 출전해 19골을 기록했다. 1975년, 베테가는 핀란드전에서 성인 국가대표팀 신고식을 치렀다. 그는 1978년 월드컵 본선에도 출전해 2골을 기록했고, 이탈리아는 2차 조별 리그에서 네덜란드와의 경기에서 패하면서 결승 진출이 좌절되었다. 이탈리아는 이어 부에노스 아이레스의 엘 모누멘탈에서 열린 브라질과의 3위 결정전에도 패하면서 대회를 4위로 마쳤다. 베테가는 이 대회에서의 활약으로 대회의 선수단에 이름을 올렸다. 베테가는 이탈리아 선수단 일원으로 안방에서 열린 유로 1980에서도 4위의 성적을 거두었다.

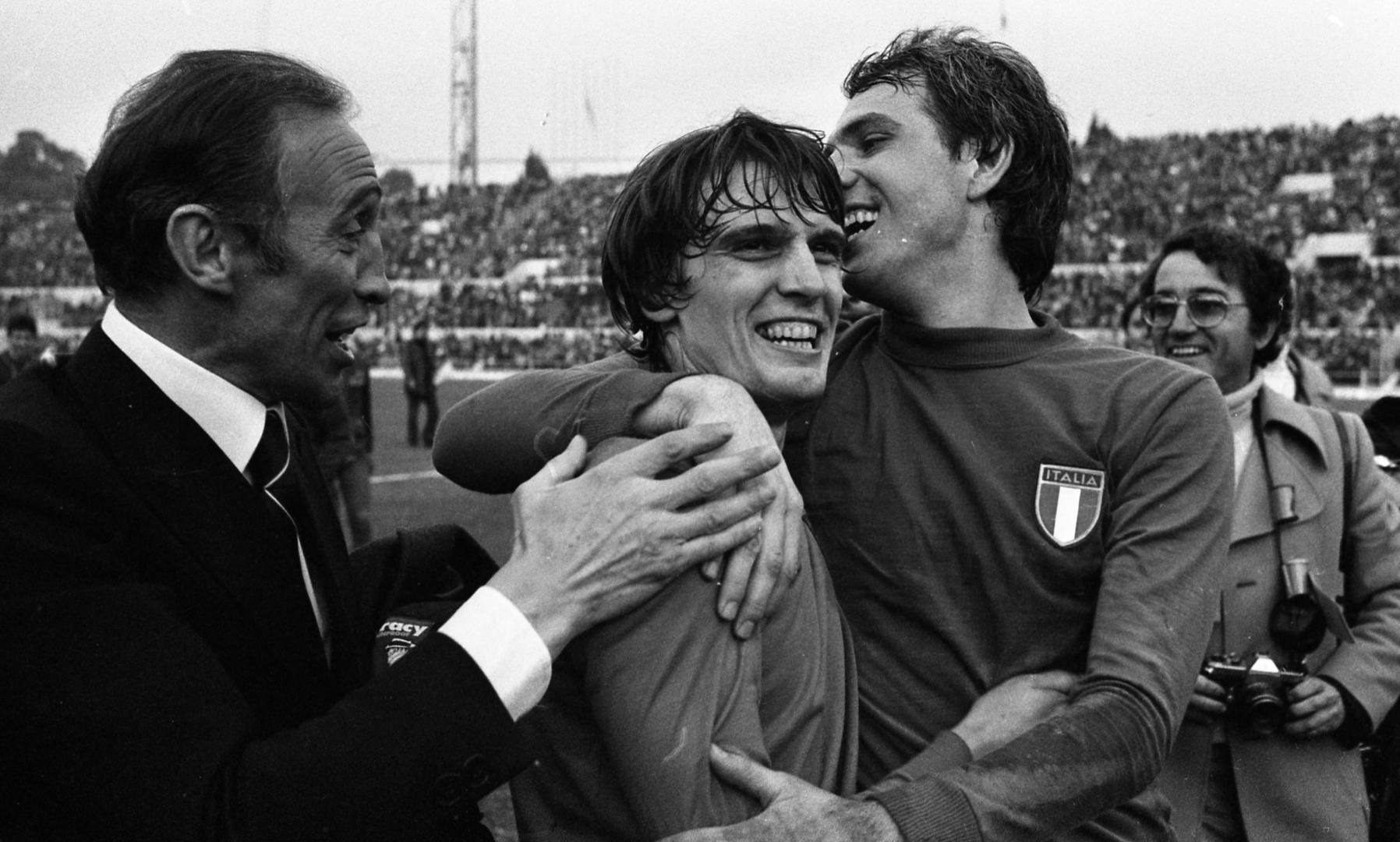
왼쪽에서 오른쪽으로: 1976년 11월, 잉글랜드전 승리를 자축하는 마르코 타르델리와 로베르토 베테가, 그리고 엔초 베아르초트 이탈리아 국가대표팀 감독

그는 1982년 월드컵에서도 이탈리아 선수단에 발탁될 것이 유력했지만, 1981년에 안델레흐트와의 유러피언컵 경기에서 상대 골키퍼와 충돌하여 무릎 인대 부상을 당해 1982년 선수단에 낙마해, 월드컵 우승을 거둔 이탈리아 선수단의 일원이 되지 못했다.

## 경기 방식
베테가는 괄목할만한 전술적 지능을 소유한 것으로 회자되는데, 전성기 시절, 그는 신체적 힘과 뛰어난 골 결정력을 조합해 이탈리아에서 가장 위협적인 스트라이커로 거듭났다. 장신의 빠르고, 민첩하며, 운동신경이 뛰어난 베테가는 공중 경합에 뛰어났고, 투하 위치로 달려가 쇄도하는 것 외에도, 위치 선정, 기회 포착력, 그리고 순간포착력을 이용해 곡예사처럼 득점을 하는 것으로 회자되었고, 어느 발로든 깔끔하게 마무리할 수 있었다. 그는 우아함, 공중 경합력, 그리고 젊은 시절부터 백발이 무성한 그는 흰 머리(스페인어: Cabeza Blanca)로 수식되기도 했다.

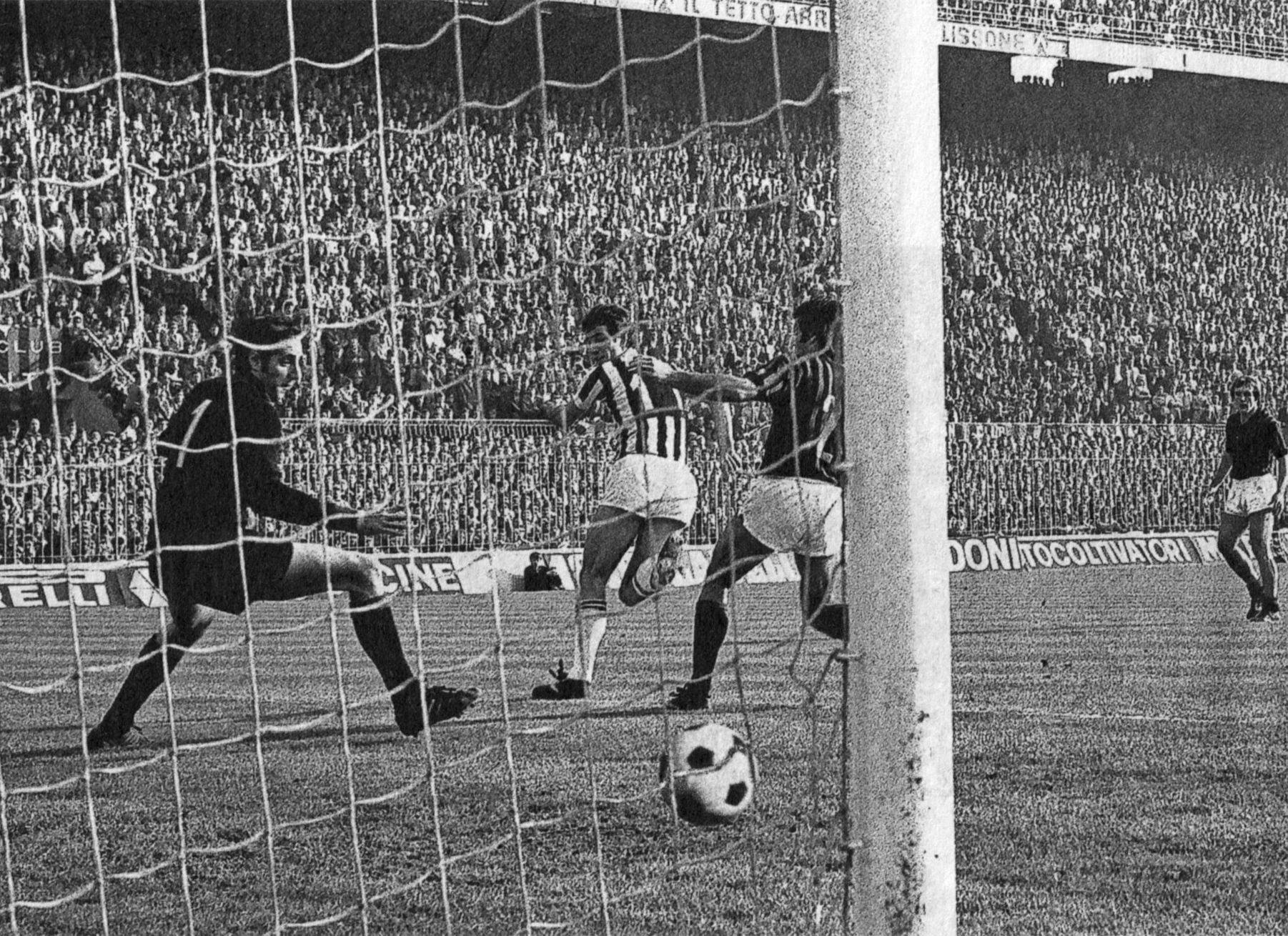
1971년, 밀란과의 산 시로 원정 경기에서 성공시킨 베테가의 가장 상징적인 골.

이탈리아의 손꼽히는 축구 선수로 회자되는 베테가는 현대적인 완전체 선수로 평가되는데, 그는 체력, 시야, 공넘김, 그리고 출중한 기술력을 결합해 미드필더와 공격수로 모두 활약할 수 있었고, 전 유벤투스 전설 존 찰스와 견주어졌다. 그는 주로 초년에 중앙 공격수로 활약했지만, 측면 공격수나 보조 공격수나 말년 기동력, 주력, 그리고 순발력이 떨어졌을 때 맡은 공격형 미드필더 같은 보다 창의적인 역할을 맡는 등 다른 공격 역할을 맡기도 했다. 그는 출중한 활약을 펼쳤지만, 현역 시절에 몇 차례의 부상으로 우여곡절이 있었는데, 특히 말년에 부상으로 경력이 얼룩지기도 했다.

## 은퇴 후
베테가는 당시 유벤투스 회장이었던 움베르토 아녤리의 요청에 따라 친정에 복귀하여 부회장으로써 수뇌부에 합류했다. 베테가는 1994년부터 2006년까지 유벤투스의 부회장을 역임했다. 그는 2009년에 구단 부총이사로서 유벤투스에 복귀했다. 그러나, 베테가는 이 직위를 오래 유지하지 못했는데, 그는 안드레아 아녤리가 회장으로 취임하고 주세페 마로타가 최고 경영자 겸 총이사로 취임하면서 구단을 떠났다.

## 사생활
베테가는 슬하에 아들 알레산드로를 두었는데, 그도 유벤투스의 유소년부(Primavera)를 졸업했으며, 주장직도 맡았었다.

## 클럽 경력

### 클럽
| 구단            | 시즌      | 리그           | 리그 | 리그 | 컵   | 컵 | 대륙 | 대륙 | 합계 | 합계 |
| 구단            | 시즌      | 리그명         | 출장 | 골   | 출장 | 골 | 출장 | 골   | 출장 | 골   |
| --------------- | --------- | -------------- | ---- | ---- | ---- | -- | ---- | ---- | ---- | ---- |
| 바레세          | 1969–70   | 세리에 B       | 30   | 13   | 3    | 0  | –    | –    | 33   | 13   |
| 유벤투스        | 1970–71   | 세리에 A       | 28   | 13   | 3    | 2  | 11   | 6    | 42   | 21   |
| 유벤투스        | 1971–72   | 세리에 A       | 14   | 10   | 4    | 1  | 5    | 4    | 23   | 15   |
| 유벤투스        | 1972–73   | 세리에 A       | 27   | 8    | 8    | 1  | 7    | 2    | 42   | 11   |
| 유벤투스        | 1973–74   | 세리에 A       | 24   | 8    | 5    | 2  | 2    | 0    | 31   | 10   |
| 유벤투스        | 1974–75   | 세리에 A       | 27   | 6    | 10   | 3  | 10   | 1    | 47   | 10   |
| 유벤투스        | 1975–76   | 세리에 A       | 29   | 15   | 3    | 2  | 4    | 1    | 36   | 18   |
| 유벤투스        | 1976–77   | 세리에 A       | 30   | 17   | 4    | 1  | 12   | 5    | 46   | 23   |
| 유벤투스        | 1977–78   | 세리에 A       | 30   | 11   | 4    | 2  | 7    | 2    | 41   | 15   |
| 유벤투스        | 1978–79   | 세리에 A       | 30   | 9    | 9    | 2  | 2    | 0    | 41   | 11   |
| 유벤투스        | 1979–80   | 세리에 A       | 28   | 16   | 4    | 0  | 8    | 1    | 40   | 17   |
| 유벤투스        | 1980–81   | 세리에 A       | 25   | 5    | 8    | 3  | 4    | 3    | 37   | 11   |
| 유벤투스        | 1981–82   | 세리에 A       | 7    | 5    | 4    | 2  | 3    | 1    | 14   | 8    |
| 유벤투스        | 1982–83   | 세리에 A       | 27   | 6    | 7    | 1  | 6    | 1    | 40   | 8    |
| 유벤투스        | 합계      | 합계           | 326  | 129  | 73   | 22 | 81   | 27   | 480  | 178  |
| 토론토 블리자드 | 1983      | 북미 축구 리그 | 16   | 2    | –    | –  | –    | –    | 16   | 2    |
| 토론토 블리자드 | 1984      | 북미 축구 리그 | 23   | 8    | –    | –  | –    | –    | 23   | 8    |
| 토론토 블리자드 | 합계      | 합계           | 39   | 10   | –    | –  | –    | –    | 39   | 10   |
| 경력 합계       | 경력 합계 | 경력 합계      | 395  | 152  | 76   | 22 | 81   | 27   | 552  | 201  |

### 국가대표팀
| 국가대표팀 | 연도 | 출장 | 골 |
| ---------- | ---- | ---- | -- |
| 이탈리아   | 1975 | 2    | 0  |
| 이탈리아   | 1976 | 7    | 8  |
| 이탈리아   | 1977 | 5    | 6  |
| 이탈리아   | 1978 | 12   | 3  |
| 이탈리아   | 1979 | 2    | 0  |
| 이탈리아   | 1980 | 10   | 1  |
| 이탈리아   | 1981 | 3    | 1  |
| 이탈리아   | 1982 | 0    | 0  |
| 이탈리아   | 1983 | 1    | 0  |
| 합계       | 합계 | 42   | 19 |

## 수상
유벤투스

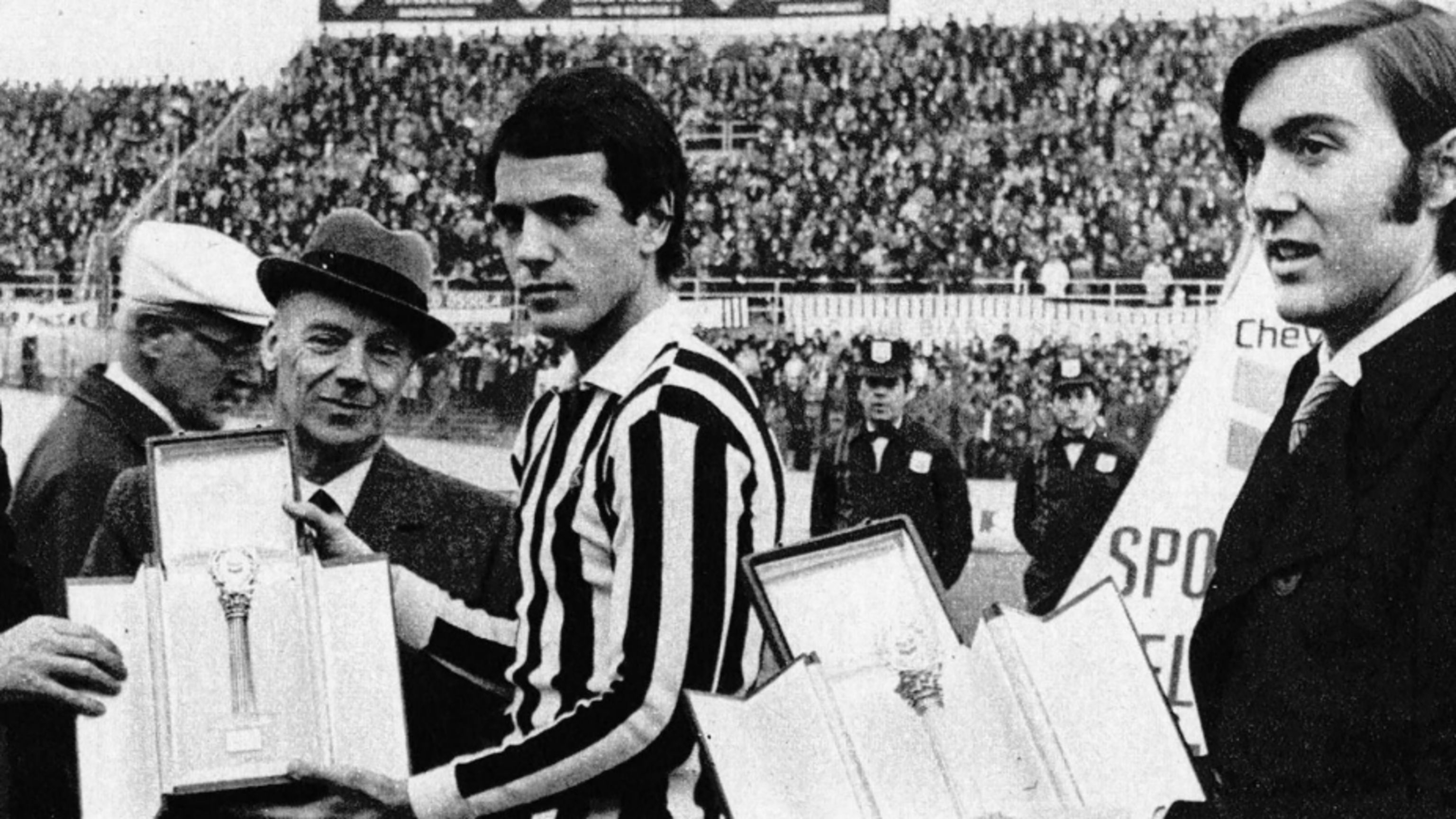
1970년 12월, 바레세에서의 1969-70 시즌 세리에 B 득점왕 트로피를 받는 유벤투스의 베테가 (중앙)

- 세리에 A: 1971–72, 1972–73, 1974–75, 1976–77, 1977–78, 1980–81, 1981–82
- 코파 이탈리아: 1978–79
- UEFA컵: 1976–77
- 인터콘티넨털컵 준우승: 1973년 인터콘티넨털컵[22]
- 유러피언컵 준우승: 1972–73,[23] 1982–83[24]
- 인터시티스 페어스컵 준우승: 1970-71[25]

바레세
- 세리에 B: 1969–70

이탈리아
- 월드컵 4위: 1978[26]
- 유럽 선수권 대회 4위: 1980[27]

개인
- [[[카포칸노니에레|세리에 A 득점왕]]: 1979–80[28]
- 세리에 B 득점왕: 1969–70[29]
- 월드컵 올스타 팀: 1978[30]